# Brienne-le-Château
Brienne-le-Château – miejscowość i gmina we Francji, w regionie Grand Est, w departamencie Aube.
Według danych na rok 1990 gminę zamieszkiwały 3752 osoby, a gęstość zaludnienia wynosiła 174 osób/km².

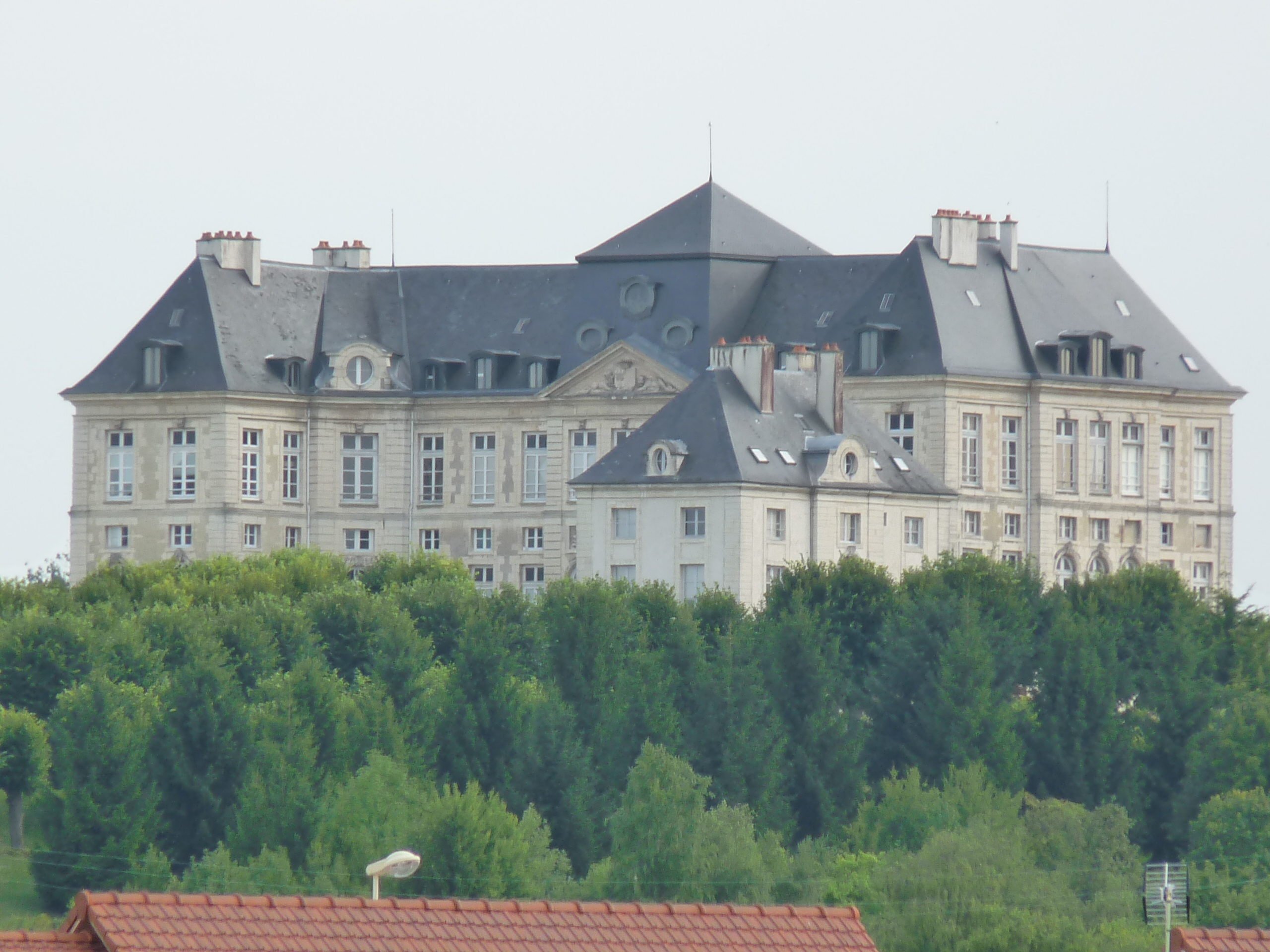
Zamek w Brienne-le-Château, 2009